# Futurismo russo
Futurismo russo é o termo usado para denotar vários grupos de poetas e artistas russos que adotaram princípios (alguns ou vários), principalmente estéticos, do manifesto de Marinetti, ou que assumiram tal denominação após serem referidos como tal pela crítica literária russa. Ele ocorreu durante a chamada Era de Prata russa.

## Histórico
Primeiramente usado por Igor Severyanin,em São Petersburgo, pelo grupo que se intitulou Ego-furista, no ano de 1911, o termo "futurista" foi, no entanto, usado pela crítica russa da época para classificar vários poetas de tendência inovadora na Rússia, antes ainda desta data.
Em dezembro de 1912 ainda, o grupo Hylaea, chamado posteriormente de cubo-futurista, com forte influência do Cubismo e relação com vários artistas plásticos, tendo sede em Moscou, formado por Vielimir Khlébnikov, Aleksiéi Krutchônik, Vladímir Maiakóvski, Vassíli Kamiênski e David Burliuk publicou um manifesto intitulado "Um tapa na face do gosto público". Este grupo aderiu imediatamente à Revolução Russa, embora Stálin os tenha considerado, no geral, anarquistas demais para serem considerados realmente relevantes. Este grupo, na realidade, buscava, antes de tudo, uma forma de primitivismo eslavo vanguardista, explorando também temas e a linguagem rurais. Em 1913, por influência do pintor e poeta David Burliuk, fundador e articulador do grupo, estes poetas passam a aceitar o rótulo de "futuristas".
Este grupo iria se afirmar como a principal tendência futurista, influenciando e interagindo com grupos que surgiriam depois deles.
Estes grupos posteriormente surgidos, de influência "futurista", foram dois: o “Mezanino da Poesia”, criado por Vadim Shershenevich, em 1913, e o segundo, criado por Sergei Bobrov em 1914, que fora chamado “Centrífuga”. Deste último grupo fizeram parte Boris Pasternak, o qual foi considerado um futurista até 1932, mesclando caraterísticas clássicas, simbolistas e cubo-futuristas a sua poesia, bem como Nicolai Asseiev, posteriormente considerado um construtivista.
Os ego-futuristas que, antes do manifesto do grupo Hylaea, já haviam lançado seu manifesto fundador em 1912, intitulado "Tabelas", tiveram em Severyanin um astro aplaudido pela crítica simbolista, o qual haveria logo de abandonar o grupo, no mesmo ano, declarando-se um gênio tal que não poderia participar de um grupo. Considerou que esta era a sua evolução natural, sendo o ego-futurismo um movimento que buscava "a glorificação do ego, do egoísmo, do individualismo, e o valor da intuição e do misticismo como experiências transcendentais, indispensáveis à vida humana", mais do que a glorificação da máquina e do dinamismo proposta pelos seus antecessores italianos, embora fossem, de fato, os ego-futuristas mais próximos às tendências fascistas de Marinetti que os outros grupos ditos futuristas.
Em contraste com o Futurismo italiano, o futurismo russo se consolidou como um movimento heterogêneo e essencialmente literário ao invés de plástico, embora alguns de seus principais poetas como Maiakovski tenham se aventurado também na pintura e sua poesia tenha influenciado o construtivismo russo e interagido com os artistas que iriam fundar o Suprematismo.
As experiências dos poetas cubo-futuristas com a linguagem inspiraram estudos do linguista Roman Jakobson e de outros formalistas russos.

## Cubo-futurismo na pintura
Há controvérsia sobre quem teria primeiro sido chamado de "cubo-furistas", se os pintores como Natalia Goncharova, Mikhail Larionov, Kazimir Malevich, Lyubov Popova, Olga Rozanova ou os poetas do grupo Hylaea. O fato é que, não houve controvérsia entre estes artistas, que trabalharam em cooperação, possuindo propostas semelhantes.
Estes pintores foram próximos dos poetas cubo-futuristas e fizeram experiências com eles. Poetas e pintores trabalharam conjuntamente em muitas produções, como no caso da ópera futurista Vitória sobre o Sol, com textos de Kruchenykh e contribuições de Malevich. Alguns dos poetas cubo-futuristas foram também pintores, e sofreram, sem dúvida, influências daqueles artistas.
No entanto, o grupo de pintores intitulados cubo-futuristas somente atuou nesta tendência de 1912 a 1915. Propunham uma arte de temas Neo-Primitivistas derivados dos ícones russos, arte folclórica e arte infantil, num estilo apenas supeficialmente Cubista e Futurista.
Seu principal nome foi Kazimir Malevich, posteriormente fundador do Suprematismo, o qual seria também, segundo algumas fontes, o fundador do "Cubo-futurismo" na Rússia.